# 존 카밧진

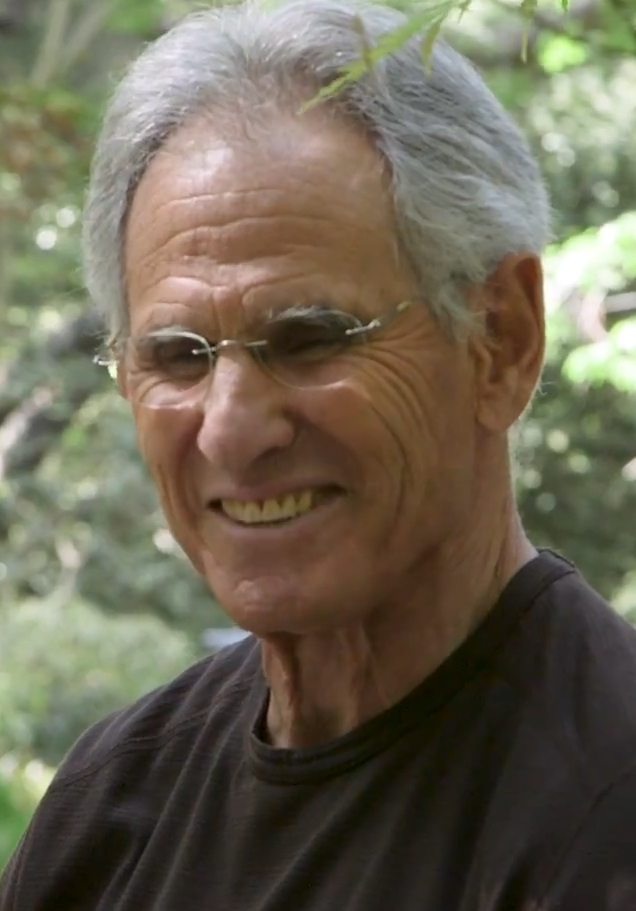

존 카밧진(Jon Kabat-Zinn, 본명 존 카밧Jon Kabat, 1944년 6월 5일 ~ )은 미국 메사추세츠대학교 의과대학 명예교수, 스트레스감소클리닉(the Stress Reduction Clinic) 창시자, 미국 메사추세츠대학(University of Massachusetts) 산하 의학, 건강, 사회 마음챙김 센터(the Center for Mindfulness in Medicine, Health Care, and Society) 창시자이다. 카밧진은 필립 카플로(Philip Kapleau), 베트남의 틱낫한(Thich Nhat Hanh), 한국의 숭산스님과 같은 선불교 스승들의 제자이자, 캠브리지선원(Cambridge Zen Center)의 창립멤버이다. 요가 수행과 불교 스승들과의 연구를 통하여, 스승들의 가르침을 과학 연구와 접목하였다. 카밧진은 자신이 가르치는 마음챙김(mindfulness)이 스트레스, 불안, 고통, 통증을 다루는데 도움을 준다고 말한다. 카밧진이 고안한 스트레스 감소 프로그램(the stress reduction program)인 마음챙김기반 스트레스 감소 프로그램(mindfulness-based stress reduction, MBSR)은 의학센터나 병원, 보건 단체 등에 제공되고 있으며, 카밧진의 저서 『Full Catastrophe Living』에도 설명되어 있다.

## 생애
카밧진은 1944년 뉴욕시(New York City)에서 생리학자 엘빈 카밧(Elvin Kabat)과 화가인 샐리 카밧(Sally Kabat) 사이에서 3명의 자녀 중 맏이로 태어났다. 1964년 하버포드대학(Haverford College)을 졸업하였고, 1971년 MIT에서 분자생물학(molecular biology)으로 박사학위를 취득하였다. 이곳에서 그는 노벨생리의학상 수상자인 살바도르 루리아(Salvador Luria)에게서 의학에 관하여 연구하였다.
MIT에서 그는 대학의 군사 연구와 베트남 전쟁에 대한 반대 시위를 주동하였다. 이때, 그는 삶의 목적을 깊이 고민하였는데, 자신의 "업보 같은 과제(karmic assignment)"라고 하였다.

## 경력
카밧진은 MIT 학생이었을 때 선불교 전도사 필립 카플로에 의하여 처음 명상을 접하게 되었다. 카밧진은 틱낫한스님과 숭산스님 등과도 함께 명상 연구를 계속하였다. 필립 카플로는 조동종과 임제종을 혼합한 일본 삼보교단의 미국인 스님이다. 틱낫한은 임제종,숭산은 조계종 스님이다.
카밧진은 통찰명상협회(Insight Meditation Society)에서 공부하다가 강의를 하기에 이르렀다. IMS는 대승불교가 아니라 소승불교의 위빠사나를 가르치는 곳이다. 즉, 카밧진은 대승불교의 참선과 소승불교의 위빠사나를 모두 공부했다.
1979년 카밧진은 메사추세츠대학교 의과대학(University of Massachusetts Medical School)에서 스트레스 감소 클리닉(the Stress Reduction Clinic)을 설립하고, 마음챙김에 관한 불교의 가르침과 스트레스 감소 및 완화 프로그램(the Stress Reduction and Relaxation Program)을 개발하였다. 후에 그는 이 구조화된 8주코스를 마음챙김기반 스트레스 감소(Mindfulness-Based Stress Reduction, MBSR)이라고 개명하였다. 그리고는 불교적 색채와 구조 및 불교와 명상과의 관계를 없애고, MBSR을 과학적 맥락 하에 배치하였다. 이후 메사추세츠대학교 의과대학 산하 의학, 건강, 사회 마음챙김 센터(the Center for Mindfulness in Medicine, Health Care, and Society)를 설립하였다. 그가 개발한 마음챙김요가(Mindful Yoga)는 명상과 요가의 운동적 요소를 결합한 종교적 색채를 배제한 기술로서, 이후 전세계적으로 널리 확산되었다. 이 과정은 "순간순간 알아차리기(moment-to-moment awareness)"를 사용하여 환자가 스트레스, 고통, 통증을 다루는데 도움을 주는 것을 목표로 한다.
카밧진의 MBSR은 1991년 출간된 그의 첫 저작 『Full Catastrophe Living : Using the Wisdom of Your Body and Mind to Face Stress, Pain, and Illness』과 함께 조금씩 알려지기 시작하였다. 책에서는 연습 지침을 자세히 제시하였다.
1993년, 스트레스 감소 클리닉에서 미국 저널리스트이자 정치평론가 빌 모이어스(Bill Don Moyers)가 진행한 PBS 방송국 특집방송 'Healing and the Mind'에서 다뤄지면서, MBSR이 광범위한 인기를 얻게 되었고, 카밧진은 미국 전역에서 유명인이 되었다.
1994년, 카밧진의 두 번째 저작 『Wherever You Go, There You Are』가 미 전역 베스트셀러가 되었다.
1990년대 후반, 단독 센터 형태 혹은 병원 내 의학 프로그램 일부로서 MBSR 클리닉이 많이 개설되었다.
카밧진의 연구는 건선증(psoriasis), 고통, 불안, 뇌기능, 면역기능에서 MBSR 효과를 입증하였다. 그는 달라이라마(Dalai Lama)와 서구과학자 간의 대화를 여는 모임인 마음과 삶 연구소(Mind and Life Institute) 객원 멤버이다.
카밧진은 전투병력의 작전수행능력 향상을 위하여 미군이 MBSR을 활용하는 것을 허용하였으나, 이는 마음챙김 전문가들 사이에서 논쟁을 불러일으켰다. 마음챙김 훈련에 내러티브를 통합시키는 것에 대한 논쟁에서,
카밧진은 '지도가 영토를 가린다'고 하였다.
현재 카밧진은 메사추세츠대학교 의과대학 명예교수이다.

## 개인의 삶
카밧진은 역사학자이자 희곡작가 하워드 진(Howard Zinn)과 로슬린 진(Roslyn Zinn)의 딸 마일라 진(Myla Zinn)과 결혼하여 3명의 자식이 있다.
카밧진은 유대인 가정에서 태어났지만 그의 가족은 유대인 계율은 따르지 않았다. 카밧진은 커가면서 과학과 예술의 혼합물이 자신의 신앙이 되었다고 말하였다. 불교에서 수련하였고 불교교리를 옹호하지만 자신을 불자라고는 하지 않으며, 마음챙김을 종교 프레임이 아닌 과학적 프레임에 적용하는 걸 좋아한다.

## 수상
- 2005년 : Distinguished Friend Award from the Association for Behavioral and Cognitive Therapies
- 2007년 : Inaugural Pioneer in Integrative Medicine Award from the Bravewell Philanthropic Collaborative for Integrative Medicine
- 2008년 : Mind and Brain Prize from the Center for Cognitive Science, University of Torino, Italy

## 저작
- Full catastrophe living: using the wisdom of your body and mind to face stress, pain, and illness. Delta Trade Paperbacks. 1991. ISBN 0-385-30312-2.
- Mindfulness Meditation for Everyday Life. Piatkus, 1994. ISBN 0-7499-1422-X.
- Wherever You Go, There You Are: Mindfulness Meditation in Everyday Life. Hyperion Books, 1994. ISBN 1-4013-0778-7.
- The Power of Meditation and Prayer, with Sogyal Rinpoche, Larry Dossey, Michael Toms. Hay House, 1997. ISBN 1-56170-423-7.
- Everyday Blessings: The Inner Work of Mindful Parenting, with Myla Kabat-Zinn. Hyperion, 1997. ISBN 978-0-7868-8314-1.
- Coming to Our Senses: Healing Ourselves and the World Through Mindfulness. Hyperion, 2006. ISBN 0-7868-8654-4.
- The mindful way through depression: freeing yourself from chronic unhappiness, by J. Mark G. Williams, John D. Teasdale, Zindel V. Segal, Jon Kabat-Zinn. Guilford Press, 2007. ISBN 1593851286.
- Arriving at Your Own Door. Piatkus Books, 2008. ISBN 0-7499-2861-1.
- Letting Everything Become Your Teacher: 100 Lessons in Mindfulness. Dell Publishing Company, 2009. ISBN 0-385-34323-X.
- The Mind's Own Physician: A Scientific Dialogue with the Dalai Lama on the Healing Power of Meditation, co-authored with Richard Davidson (New Harbinger, 2012) (based on the 13th Mind and Life Institute Dialogue in 2005).
- Mindfulness for Beginners: reclaiming the present moment - and your life. Sounds True, Inc., 2012. ISBN 978-1-60407-753-7.
- <카밧진 박사의 부모 마음공부>(마음친구, 2021) ISBN 979-11-967971-3-3.

## 같이 보기
- 마음챙김
- 명상
- 선불교
- 숭산
- 틱낫한